# Lewica
Lewica (deutsch: Linke) war eine politische Allianz in Polen. Sie wurde gegründet, um an der Parlamentswahl 2019 in Polen teilzunehmen.
Ursprünglich bestand das Bündnis aus den Parteien Sojusz Lewicy Demokratycznej, Wiosna und Lewica Razem. Die beiden ersteren fusionierten 2021 zur Partei Nowa Lewica (Neue Linke), die Ende 2022 etwa 20.000 Mitglieder besaß. Die Polnische Sozialistische Partei verließ das Bündnis Lewica 2021. Es wurde zeitweise auch von kleineren linken Parteien und einzelnen Aktivisten unterstützt, wie etwa Twój Ruch, Hanna Gill-Piątek von „Ja für Łódź“, „Urbane Bewegung“ und der Kommunistischen Partei Polens.
Lewica bzw. Nowa Lewica soll eine Catch-All-Partei der linken Parteien in Polen sein. Sie positioniert sich Mitte-links bis links. Das Bündnis orientiert sich an den Grundsätzen des Sozialliberalismus, der Sozialdemokratie und (ehemals, in Form von Razem) des demokratischen Sozialismus. Es unterstützt queere Rechte und die polnische Mitgliedschaft in einer vertieften EU.
Bei der Parlamentswahl 2023 erreichte das Bündnis 8,6 % der Stimmen und 26 Sitze zum Sejm sowie 5,3 % und neun Sitze zum Senat. Während die Nowa Lewica mit vier Ministern in das anschließend gebildete Kabinett Tusk III eintrat und mit Krzysztof Gawkowski einen stellvertretenden Ministerpräsidenten stellt, trat die unabhängige linke Partei Razem nicht in die Regierung ein, unterstützte diese jedoch. Auch bei den Selbstverwaltungswahlen 2024 traten die Parteien des Bündnisses wieder vereint an. Bei der Europawahl 2024 entfielen 6,3 % der Stimmen und drei der 52 polnischen Sitze auf die Lewica. Im Herbst 2024 schied Razem (5 Sitze) aus der gemeinsamen Sejm-Fraktion der linken Kräfte aus. Bei der Präsidentschaftswahl 2025 traten drei linke Kandidaten an: Biejat (Nowa Lewica, ex-Razem), Zandberg (Razem) und mit Joanna Senyszyn eine Vertreterin des formal als kleinere politische Gruppierung wiederbelebten SLD. Ein Parteikongress Mitte von Nowa Lewica 2025 zielte auf die faktische Verschmelzung der übrig gebliebenen Bestandteile, d. h. Ex-SLD und Wiosna, ab. So wurde die paritätische Besetzung von regionalen Vorständen nach Faktion abgeschafft. Es soll nach dem Willen der Parteiführung auch die Doppelspitze auf Landesebene aufgegeben werden.